# جوني بيكوك (لاعب كرة قدم أمريكية)
جوني بيكوك (بالإنجليزية: Johnny Peacock)‏ هو لاعب كرة قدم أمريكية أمريكي، ولد في 2 مارس 1947 في أوستن في الولايات المتحدة.

## وصلات خارجية
- جوني بيكوك على موقع مرجع كرة القدم المحترفة.كوم (الإنجليزية)
- جوني بيكوك على موقع JustSportsStats.com (الإنجليزية)